# Clenora Hudson-Weems
Clenora F. Hudson-Weems, nascida em 23 de julho de 1945, e uma autora e academica Afro-Estadounidense que atualmente atua como professora de ingles na Universidade de Missouri. Ela fundou o termo "mulherismo Africana" (Africana womanism) no fim dos anos 80 do seculo XX, argumentando que mulheres de descendencia Africana sempre foram mulheristas Africanas por sua propria natureza, desde as muheres Africana da antiguidade, mesmo antes da fundacao do termo em si. Mulherismo Africana, um paradigma centrado na familia, observou este fenomeno e avancou ao nomear e definir um paradigma relacionado a quem mulheres Africana sao e como elas vivem suas vidas cotidianas em ambos seus ambientes familiares e de trabalho.